# نبع كركر
نبع كركر قرية سورية تتبع ناحية مشتى الحلو في منطقة صافيتا في محافظة طرطوس. بلغ عدد سكانها 273 نسمة في عام 2004 حسب إحصاء المكتب المركزي للإحصاء. دوّن عالم الأنثروبولوجيا الفرنسي فابريس بالانش أن عدد سكان نبع كركر انخفض بشكل كبير بين عامي 1960 و1994، من 220 نسمة إلى 70 نسمة. سكانها هم في الغالب من المسيحيين.